# Marguerite Evard
Marguerite Evard (Le Locle, 6 juni 1880 - aldaar, 15 augustus 1950) was een Zwitserse feministe en onderwijzeres.

## Biografie
Marguerite Evard was een dochter van Georges Emile Alexandre Evard en van Louise Fanny Droz. Ze was een studente van Philippe Godet en was de eerste vrouw die aan de Universiteit van Neuchâtel een diploma van licentiaat in de letteren behaalde. In 1914 voltooide ze haar proefschrift over de experimentele psychologie. Van 1906 tot 1935 gaf ze lessen Frans, Latijn en economie aan een handelsschool in Le Locle.
Vanaf 1906 was Evard voorzitster van de Union féministe in Le Locle. Ze was tevens lid en later vicevoorzitster van de nationale onderwijscommissie van de Bund Schweizerischer Frauenvereine, waar ze in 1928 burgerschapsvorming en moedertraining invoerde. Ze was betrokken bij educatieve lezingen op de radio van Lausanne, organiseerde opvoedingsdagen in Neuchâtel en publiceerde diverse bijdragen in het Bulletin van de organisatie Pro Juventute en in de Annuaire de l'Instruction publique en Suisse.

## Werken
- (fr)  L'adolescente, 1914.
- (fr)  La femme suisse éducatrice, 1928.

- Gemeinsame Normdatei: 126347964
- Historisch woordenboek van Zwitserland: 009293
- International Standard Name Identifier: 0000 0001 1676 6754
- Library of Congress Control Number: no2011165804
- Nationale Bibliotheek van Israël: 987007603392105171
- Nederlandse Thesaurus van Auteursnamen: 129560650
- Système universitaire de documentation: 092843441
- Virtual International Authority File: 77304484